# Gunnar Marklund

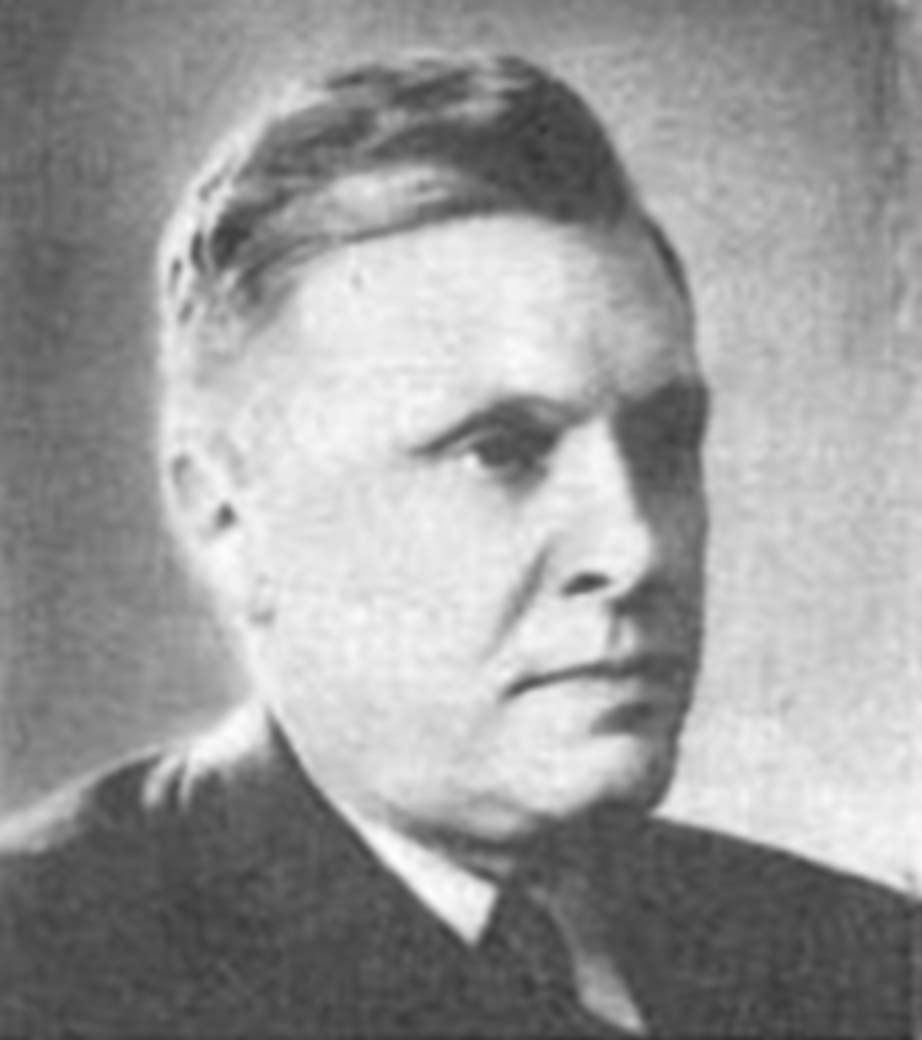
Gunnar Marklund (zdjęcie z 1948)

Gunnar Marklund (ur. 5 czerwca 1892 w Helsinkach, zm. 23 lipca 1964 tamże) – fiński botanik (taraksakolog i ranunkulolog).

## Elementy biografii
W latach 1920–1941 pracował jako nauczyciel. W 1937 uzyskał doktorat. W latach 1941–1959 był kustoszem Muzeum Botanicznego Uniwersytetu w Helsinkach. W 1963, z okazji jego siedemdziesiątych urodzin, zadedykowano mu 38. tom czasopisma Memoranda Societatis pro Fauna et Flora Fennica.

## Osiągnięcia naukowe

### Znaczenie w historii nauki

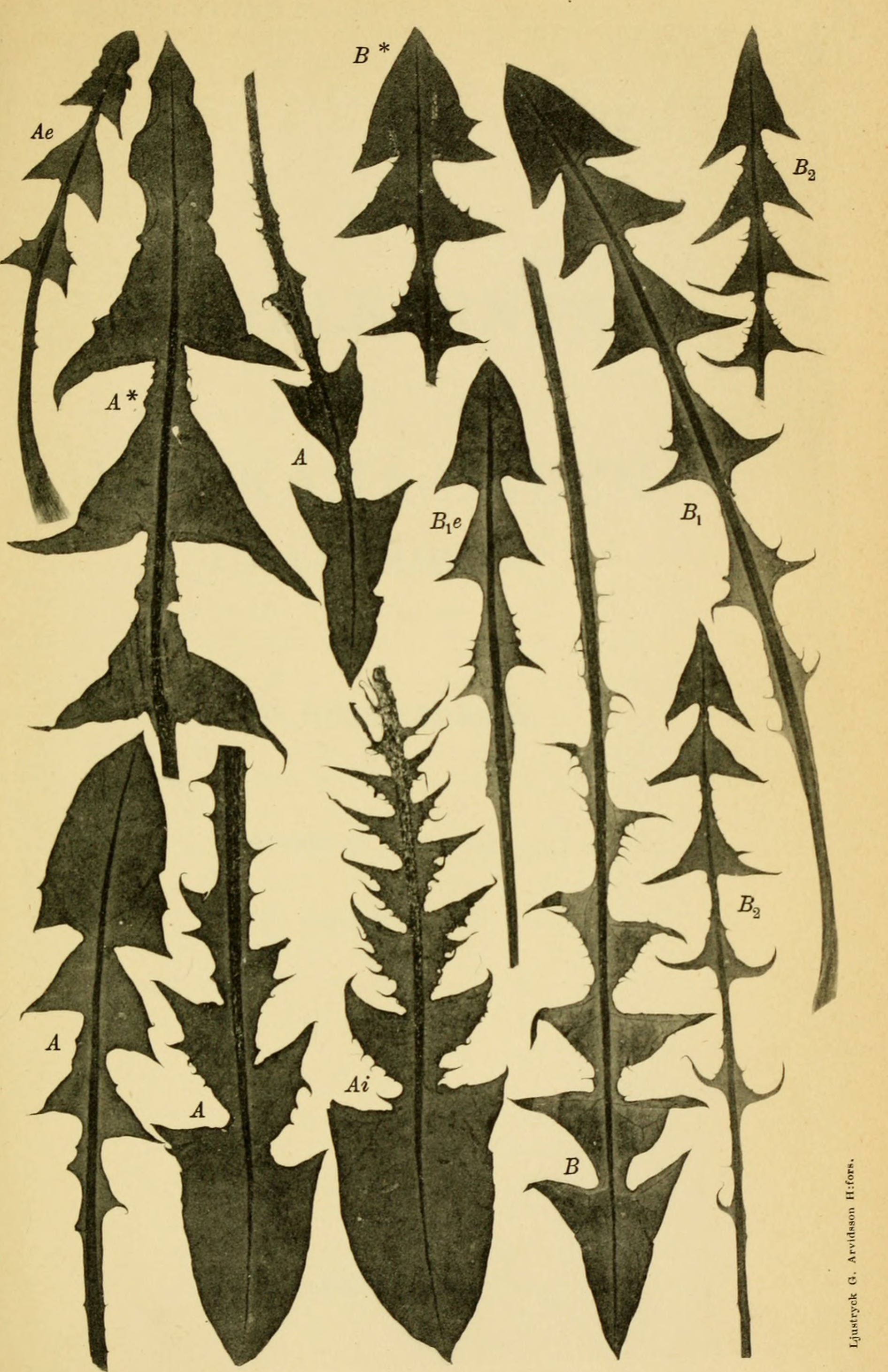
Liście dwóch gatunków mniszków opisanych przez Marklunda: Taraxacum submaculosum Markl. (A) oraz Taraxacum subtile Markl. (B)

Marklund specjalizował się w dwóch trudnych grupach apomiktycznych (podzielonych na mikrogatunki): mniszkach (rodzaj Taraxacum) oraz w grupie jaskrów różnolistnych (Ranunculus auricomus aggr.). Opublikował cztery monografie, w których opisał około dwustu nowych gatunków, na przykład Ranunculus mendax (Markl.) Ericsson, a ponadto liczne drobniejsze prace.

### Wybrane publikacje
- Die Taraxacum-Flora Estlands (1938)[8]
- Die Taraxacum-Flora Nylands (1940)[9]
- Outlines of evolution in the pseudogamous Ranunculus auricomus group in Finland (G. Marklund & A. Rousi, 1961)[10]
- Der Ranunculus auricomus-Komplex in Finnland 1 (...) R. auricomus L. coll. (s.str.) (1961)[11]
- Der Ranunculus auricomus-Komplex in Finnland 2 (...) R. fallax (W & Gr.) Schur, R. monophyllus Ovcz. und R. cassubicus L. (1965, dzieło pośmiertne)[12]

## Upamiętnienie
Na jego cześć nazwano Ranunculus marklundii (Nannf. & Julin) Ericsson [≡ Ranunculus auricomus ssp. marklundii Nannf. & Julin], gatunek jaskra znany ze Szwecji i Estonii, oraz Taraxacum marklundii Palmgr., gatunek mniszka znany z Wysp Alandzkich.